# Malambo (película)
Malambo es una película argentina de 1942, dirigida por Alberto de Zavalía y protagonizada por Delia Garcés, Orestes Caviglia, Oscar Valicelli, Marino Seré, entre otros. El guion fue realizado por Hugo Mac Dougall. Se la ha considerado la primera película con atisbos ecologistas de Argentina. Llama la atención la música original por Alberto Ginastera con obras del compositor y recopilador argentino Andrés Chazarreta.
Fue reconocida como la novena mejor película del cine argentino de todos los tiempos en la encuesta realizada por el Museo del Cine Pablo Ducrós Hicken en 1977.

## Reparto
- Delia Garcés
- Oscar Valicelli
- Orestes Caviglia
- Milagros de la Vega
- Alberto Bello
- Nelo Cosimi
- Mariana Martí
- Tito Alonso
- Lucía Barause
- Margarita Burke
- Francisco Plastino
- Marino Seré
- María Goicochea
- Enrique Vico Carré
- Juan Farías

## Premio
Por este filme la Academia de Artes y Ciencias Cinematográficas de la Argentina le otorgó a Hugo Mac Dougall el premio Cóndor Académico al mejor argumento original de 1942 y a José Suárez, Roque Funes y Antonio Merayo el correspondiente al mejor director de fotografía.